# Bitwa na równinie The Fens
Bitwa na równinie The Fens – bitwa stoczona między Rzymianami a Icenami w roku 47 n.e. na wschodnioangielskiej równinie The Fens. 
W roku 47 n.e. na tereny plemion przyjaznych Rzymianom wtargnęli wojownicy Icenów, którzy splądrowali kilka osad. Sprzeciwił się temu ich król Prasutagus, który odwołał się do pomocy Rzymian. Przeciw zbuntowanym Icenom wyruszył na czele wojsk pomocniczych rezydujący w Camulodunum namiestnik (legatus Augusti pro praetore) Publiusz Ostoriusz Skapula, który dowódcą jazdy mianował swego syna Mariusza Ostoriusza Scapulę. Jednakże po dotarciu na równinę zwaną obecnie The Fens, Ostoriusz nakazał walkę pieszą ze względu na bagnisty teren pocięty groblami. Rzymianie natknęli się na wysoki wał ziemny okalający dużą polanę, gdzie znajdował się obóz buntowników, a ich atak zaskoczył Icenów. Oddziały pomocniczych auxiliów forsując wał wtargnęły do obozu otaczając przeciwnika, który bezskutecznie usiłował kontratakować. Ocalałych z pogromu buntowników schwytano i sprzedano w niewolę. 
Panujący nad Icenami Prasutagus nie posiadał potomka męskiego, wskutek czego po jego śmierci (58 n.e.) władzę nad plemieniem (wbrew woli Rzymian) przejęła jego córka Boudika. 